# بريكليس
بيريكليس (490 ق.م - 429 ق.م)، سياسي يوناني أثيني.

## حكمه
يشرف على مدينة أثينا القديمة معبد رائع يدعى بارثينون، يقوم على هضبة تسمى اكروبوليس، وهو تذكار دائم وخالد للرجل الذي بناه بيريكليس، اعظم الساسة في اليونان القديمة.
هذا الرجل المحبوب جداً الذي اشتهر بوسامته وطيبته وحزمه عند الضرورة، وشجاعته في القتال، وسماحته في النصر، وصل إلى السلطة كرئيس للحزب الشعبي في أثينا سنة 460 ق.م. وقد انتخب عضوا في مجلس العموم الذي كان يحكم الدولة في تلك الايام. وسرعان ما اظهر براعة سياسيه فضلا عن الاستقامة والنزاهة المطلقتي. وفي غضون عامين بات ابرز أعضاء الحكومة، وبقى كذلك طوال الثلاثين سنة التالية.
تميز حكمه بمنجزاته السلمية، على الرغم من اضطراره لخوض الحرب بين آن وآخر. في عهده كانت خلفيات الاعضاء المنتخبين لمختلف المجالس الحاكمة خضع للتدقيق الشديد للتاكد من صلاحيتهم للخدمة العامة، بحيث يقضى على اغراء السرقة أو العبث بالحسابات. وفي الوقت نفسه كان مصمما على جعل عصره عصرا ذهبيا، فزين اثينا بالمباني الجميلة وفي طليعتها البارثيون. وشجع الفنون على اختلاف انواعها، وكان من اصدقائه النحات فيدياس، والكاتبان المسرحيان أرسطو فانيس وسوفوكليس. وشجع الفلاسفة على المجاهرة بارائهم مهما بدوا مثيرين للجدل والمناقشة، من امثال سقراط الذي لم تبدأ مشاكله الا بعد وفاة بيريكليس بداء الطاعون سنة 429 ق.م. ففقد الاثينيون سياسيا عظيما ومصلحاً فذا.

## سيرته وأعماله
سياسي أثيني عاش بين عامي 495 – 429 قبل الميلاد وحكم أثينا بشكل متقطع من عام 460 ق م حتى وفاته، وكان قد حول الاتحاد الديلي من تحالف متوازن القوى إلى إمبراطورية أثينية وقاد أثينا في الحرب البيلوبونيسية ضد اسبرطة وله خطاب سجله ثوكيديدس حول نظرته لأثينا المستقبلية.
ولد لأب يدعى كسانثيبوس وأم تدعى أغاريثي وفي عام 477 ق م بدأ بناء البارثينون لمدة تسع سنوات عن طريق المهندسين إكتينوس وكاليكراتيس تزيين فيدياس. قضى هو وأغلب عائلته في طاعون اجتاح المدينة.
أحد رواد حرية التعبير عن الرأى في العصور القديمة، حيث سبق رواد حرية النقد والتعبير اليونانيون (الإغريق) ومنهم سقراط وأفلاطون وأرسطو حيث ترك خطاباً عظيماً يتضمن مبادئ سامية من ابرز ما تضمنه ما يتصل بحرية التعبير والمناقشة، ومن الافكار التي طرحها:
- ان على كل إنسان ان يبذل ما استطاع من جهد واهتمام بالحياة العامة لوطنه والا ينكب فقط على مجرد حياته الخاصة، وضرورة المشاركة في السياسة، فالناس سواء - لا امتياز بينهم -
- المناقشة هي الأداة الفعالة لتفهم المشاكل العامة والإسهام بدور في الحياة العامة في النظام السياسى.

## أبرز خطبه
هي خطبته عندما وقف يرثي شهداء الحرب التي قامت بين أثينا وأسبرطه في الحفل الذي أقامه الأثينيون لرثائهم. وفي هذا الحفل كانوا يعرضون أشلاء الموتى ثم يقومون بعد ذلك بدفنها (شهداء السنة الأولى للحرب)، نعرض مقتطفات منها:
| بريكليس | لقد جرت العادة أن يمتدح الخطباء من قرر وأن نضيف إلى تشييع موتى الوطن رثاء لهم كقربان نضعه فوق قبورهم. وأما أنا فكنت أفضل أن لا نمجد الأفعال إلا بالأفعال، وأن نرى في تشييع الدولة لهؤلاء الأبطال أوفى تمجيد لفعالهم، وذلك لأني أخشى أن تعجز مواهب فرد مهما جلت عن تمجيد ذكرى هذا العدد الجم من الأبطال. وإنه لمن أشق الأمور أن نوفق في أمر تتفاوت فيه النفوس، فقد يجد السامع الخبير من محبينا في اللفظ قصورا عما يعلم ويرغب، بينما يدعى السامع الجاهل أن هناك إسرافا في كل ما يجاوز طوق القائل. والمرء لا يستسيغ من مدح للغير إلا قدر ما يعتقد أنه قادر على مثله، فإذا تخطى المادح هذا المدى ولد الحسد الإنكار. ولكنه لا محيد لي اليوم ما دام هذا من تقاليد آبائنا- عن النزول على حكم القانون لأشبع رغباتكم ولأرضي أمل كل منكم... وبالجملة أستطيع أن أؤكد أن آثينا هي مدرسة اليونان جميعا. ولو أنكم نظرتم إلى رجالنا لوجدتموهم من المرونة بحيث يتقبل الواحد منهم راضيا ما يصير إليه من مركز. ولكي تستوثقوا من أن ما أقوله ليس شقشقة باطلة، بل العبارة الصادقة عن الحقيقة الراهنة- أسائلكم أن تتدبروا القوى المختلفة التي يمنحها ما ذكرت من مثال، فأثينا من بين شعوب الأرض يصدق خبرها خبرها ما جد جد... دستورنا لا يثبت له في المقارنة دستور، الكل ينقل عنا بينما نحن لا ننقل عن أحد، لقد أسميناه ديمقراطيا لأنه يضمن الخير لأكبر عدد لا لأقله. نحن جميعا سواسية أمام القانون لا يتميز أحد منا بمجد إلا بمواهبه. والمواهب الشخصية لا الفوارق الاجتماعية هي التي تفتح عندنا أبواب المجد، وما للفقر أو تواضع الأصل أن ينحي مواطنا عن خدمة وطنه... نحن نعرف كيف نفهم مصالح الدولة ونكشف عنها بأنفسنا، وعندنا أن القول لا يضر بالعمل، بل الضرر هو ألا نستنير... | بريكليس |

## روابط خارجية
- بريكليس على موقع الموسوعة البريطانية (الإنجليزية)
- بريكليس على موقع إن إن دي بي (الإنجليزية)